# Józef Korpała
Józef Korpała (ur. 12 marca 1905 w Damienicach, zm. 23 maja 1989 w Krakowie) – polski działacz społeczny, badacz literatury, organizator bibliotekarstwa. 

## Życiorys

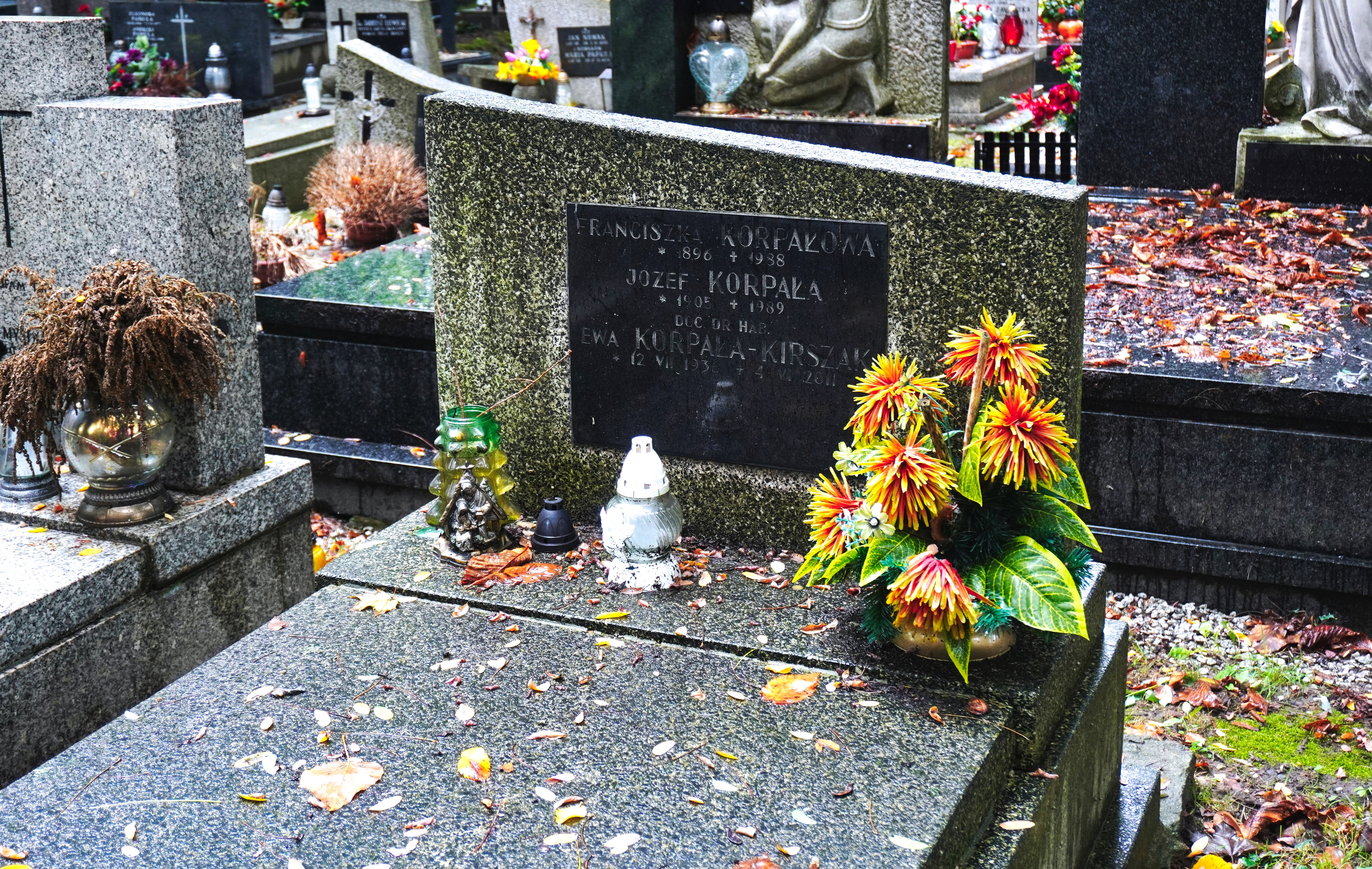
Grób Józefa Korpały na Cmentarzu Rakowickim w Krakowie

Ukończył gimnazjum w Bochni. W czasie nauki w gimnazjum działał w harcerstwie, osiągnął stopień instruktorski i był komendantem hufca. Publikował już wtedy artykuły krajoznawcze. W latach 1924–1929 studiował polonistykę na Wydziale Filologicznym Uniwersytetu Jagiellońskiego, a także historię, historię kultury, historię sztuki i socjologię. W czasie studiów czynnie uczestniczył w działalności ZHP, Bratniej Pomocy Studentów UJ, Związku Polskiej Młodzieży Demokratycznej i w Związku Kół Polonistycznych. W latach 1926–1927 był redaktorem „Wiadomości Harcerskich”, organu Zarządu Pododdziału ZHP Województwa Krakowskiego. W 1927 roku wydał jednodniówkę Koła Starszego Harcerstwa pt. Watra. W tymże roku był członkiem Organizacji Młodzieży Narodowej oraz został członkiem Związku Bibliotekarzy Polskich i Towarzystwa Miłośników Książki. 
W 1928 roku rozpoczął pracę w bibliotece Polskiej Akademii Umiejętności w charakterze pomocnika bibliotekarza. W 1929 zrezygnował z pracy bibliotekarskiej i został dziennikarzem, pracując w dzienniku „Dzień Pomorski” w Toruniu. W marcu 1930 roku został referentem prasowym i redaktorem tygodnika „Front Zachodni” wydawanego przez Związek Obrony Kresów Zachodnich w Poznaniu. W czerwcu tego roku przeniósł się do Warszawy, gdzie objął funkcję redaktora tygodnika Związku Strzeleckiego „Strzelec”, a w następnym roku został instruktorem oświatowym i kierownikiem Wydziału Wychowania Obywatelskiego Komendy Głównej Związku Strzeleckiego. W 1931 roku był wydawcą czasopisma „Brzask”, organu ZPMD. W tym czasie należał do Koła Braterskiego starszyzny Związku Młodzieży Polskiej „Zet” (od 1933 roku) i do Związku Patriotycznego (od 1932 roku).
W 1931 roku obronił doktorat z filozofii na podstawie pracy Kazimierz Brodziński jako krytyk i historyk literatury napisanej pod kierunkiem prof. Ignacego Chrzanowskiego.
W 1937 roku wrócił do Krakowa, gdzie objął stanowisko kierownika Oddziału Oświaty Pozaszkolnej Kuratorium Okręgu Szkolnego Krakowskiego, pracując tam do wybuchu wojny. Lata okupacji przeżył w Krakowie, pracując jako pracownik umysłowy w Monopolu Spirytusowym na Dąbiu. Brał udział w tajnych pracach oświatowych, należał do Związku Odbudowy Rzeczypospolitej. Po wojnie został inspektorem świetlic i uniwersytetów ludowych w Wydziale Oświaty Rolniczej Wojewódzkiego Urzędu Ziemskiego w Krakowie. Od 1 kwietnia 1946 roku pracował na stanowisku dyrektora Miejskiej Biblioteki Publicznej, jednocześnie, w latach 1946–1949, łączył to z pracą na stanowisku adiunkta w Katedrze Oświaty i Kultury Dorosłych Uniwersytetu Jagiellońskiego, był też współpracownikiem (w latach 1946–1947) czasopisma „Oświata i Kultura”, od 1947 roku był członkiem kolegium redakcyjnego czasopisma „Życie Nauki”, od 1948 roku był zastępcą redaktora naczelnego „Przeglądu Bibliotecznego”. W latach 1950–1952 wykładał metodykę pracy oświatowej w Sekcji Polonistyczno-Estetycznej Wyższej Szkoły Pedagogicznej w Krakowie. W 1958 roku wykładał bibliografię w tejże WSP, a w latach 1958–1963 był tamże kierownikiem Międzywydziałowego Studium Bibliotekarskiego. W latach 70. prowadził wykłady na Międzywydziałowym Studium Bibliotekoznawczym Uniwersytetu Jagiellońskiego, a w 1974 roku wykładał bibliografię w Zakładzie Bibliotekoznawstwa i Informacji Naukowej Instytutu Filologii Polskiej UJ.
Był członkiem Komisji Historycznoliterackiej Oddziału Krakowskiego PAN (od 1956 roku) i Komisji Nauk Pedagogicznych tegoż oddziału (od 1958 roku), Rady Kultury i Sztuki przy Ministerstwie Kultury i Sztuki (1958–1970), Rady Naukowej Biblioteki Narodowej (1960–1974).
Pracował na stanowisku dyrektora Miejskiej Biblioteki Publicznej przez prawie 30 lat, do 1975 roku, kiedy przeszedł na emeryturę. 
Od 1957 roku był członkiem PZPR.

## Niektóre publikacje
Józef Korpała był łącznie autorem ponad 700 prac: książek, broszur i artykułów. Od 1928 roku ogłosił w dzienniku „Polska Zachodnia” w Katowicach około 120 felietonów i artykułów o bieżących wydaniach literackich i naukowych oraz wydarzenia kulturalnych w cyklach m.in.: Gawędy i refleksje, Listy z Krakowa i Kraków literacki. 
- Zarys stosunków kulturalnych w dzisiejszej Polsce w książce Zagadnienia ustrojowe, społeczne i kulturalne Polski (wydanej razem z Zofią Rutkowską, Warszawa, 1936)
- Refleksje przed krajowym zjazdem bibliotekarzy („Przegląd Biblioteczny”,  1948)
- Zarys dziejów bibliografii w Polsce (1953, wydanie niemieckie: Lipsk 1957)
- Dzieje bibliografii w Polsce (1969)

## Ordery i odznaczenia
- Order Sztandaru Pracy II klasy (1987)[8]
- Krzyż Komandorski Orderu Odrodzenia Polski (1975)
- Krzyż Oficerski Orderu Odrodzenia Polski (1961)
- Złoty Krzyż Zasługi (1957)
- Srebrny Krzyż Zasługi (11 listopada 1936)[10]
- Odznaka tytułu honorowego „Zasłużony dla Kultury Narodowej” (1989)
- Odznaka „Zasłużony Działacz Kultury” (1963)
- Honorowa Odznaka Stowarzyszenia Bibliotekarzy Polskich (1968)
- Złota Odznaka Honorowa Towarzystwa Wolnej Wszechnicy Polskiej (1977)
- Złota Odznaka „Za pracę społeczną dla m. Krakowa” (1961)
- Medal 500-lecia drukarstwa w Polsce (1971)

## Nagrody i wyróżnienia
- Wpis honorowy w poczet zasłużonych ludzi Ziemi Krakowskiej (1983)
- Nagroda Miasta Krakowa za upowszechnianie kultury (1959)
- Nagroda Ministra Kultury i Sztuki II stopnia za wkład pracy za upowszechnianie kultury (1971)
- Nagroda im. Heleny Radlińskiej I stopnia za wybitne osiągnięcia w dziedzinie bibliotekoznawstwa i bibliotekarstwa (1979)[11]

## Życie prywatne
Józef Korpała był synem Pawła, kolejarza, i Marii z domu Kmiecik. Miał czworo młodszego rodzeństwa. W 1931 roku ożenił się z dr Franciszką Kalicińską, bibliotekarką Biblioteki Jagiellońskiej. Mieli syna (ur. ok. 1932 roku) i córkę.
Został pochowany na cmentarzu Rakowickim w Krakowie (kwatera XIV B-8-11).